# Clopyralide
Clopyralide, de triviale naam voor 3,6-dichloor-2-pyridinecarbonzuur, is een organische verbinding met als brutoformule C6H3Cl2NO2. De stof komt voor als reukloze, kleurloze of witte kristallen, die matig oplosbaar zijn in water (± 1000 ppm = 1 gram/liter). Ze wordt gebruikt als herbicide om distels en klaver uit te roeien. Handelsnamen van de stof zijn Lontrel, Bofix en Matrigon.

## Toxicologie en veiligheid
De stof ontleedt bij verbranding met vorming van giftige en corrosieve dampen, onder andere stikstofoxiden en dichloor. Oplossingen van clopyralide zijn corrosief voor aluminium, ijzer en tin.
Clopyralide is irriterend voor de ogen, de huid en de luchtwegen.